# Otto Sverdrup

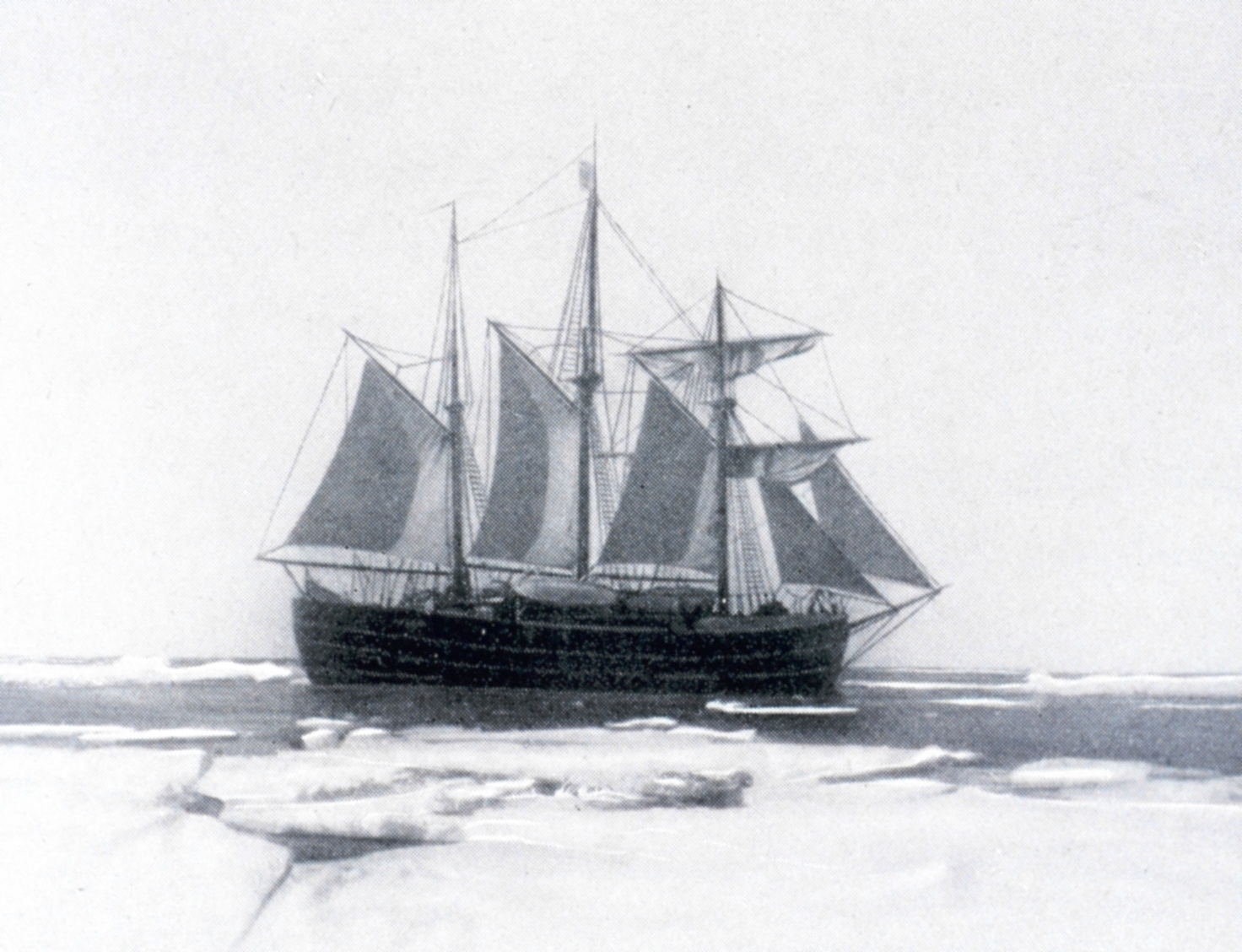
El vaixell Fram, des del que Nansen intentà arribar al Pol. Sverdrup participà en aquesta expedició.

Otto Neumann Sverdrup Knoph (Bindal, comtat de Nordland, 3 d'octubre de 1854 - Oslo, 26 de novembre de 1930) va ser un explorador noruec de les regions àrtiques, que acompanyà a Fridtjof Nansen en la seva expedició a bord del Fram. Va realitzar una expedició fallida de circumnavegació a Groenlàndia (1898-1902), però a l'àrtic canadenc va descobrir i cartografiar el grup de les illes Sverdrup, sent l'expedició polar que més superfície de terres noves va aconseguir reconèixer de qualsevol època (260.000 km²).

## Biografia
El seu pare va néixer a Boies, al municipi de Nærøy, en aquell moment pertanyent al municipi de Kolvereid. Com a fill primogènit, era l'hereu de les propietats familiars a Buøya, però va deixar tots els seus germans menors i es va dirigir a Åbygda, a Bindal, a la granja anomenada Harstad, on va néixer Otto Sverdrup. El 1872, als 17 anys, Otto tornà a Nærøy, a Ottersøy, on el seu oncle Søren treballava en el transport marí amb els seus propis vaixells. Aquí Sverdrup va començar la seva carrera com a mariner i després d'un temps va començar a viatjar a l'estranger. El 1875 va passar el seu examen de pilot, i alguns anys més tard el de capità.
En 1877 els pares d'Otto es van traslladar de Bindal, a la granja Tran, situada fora de Steinkjer. En aquesta època, O.T. Olsen, un professor i treballador al banc de Kolvereid i parent de la seva mare, havia comprat el vaixell de vapor Trio i Sverdrup va passar a treballar-hi com a capità. Per aquestes mateixes dates Sverdrup va conèixer l'advocat Alexsander Nansen que vivia a Namsan. Era el germà de Fridtjof Nansen i, a través d'ell, ambdós van sentir parlar l'un de l'altre.

### L'expedició de Nansen (1893-1896)
Sverdrup es va unir a l'expedició de Nansen de 1888 que va creuar Groenlàndia en esquís. El 1893 va passar a ser comandant del Fram, i el 1895 es va quedar a càrrec del mateix mentre Nansen intentava arribar al pol Nord. Sverdrup es va quedar al comandament del Fram i a finals de març de 1896 el vaixell es troba a la latitud 83° 45′ N, on es veuen vastes extensions lliures de d'aigua. Amb explosius va alliberar el camí. El 12 de juliol de 1896 va navegar en aigües lliures abans d'haver de travessar una banquisa de 290 kilòmetres. El 19 de juliol de 1896 el Fram atracà al port de Skjervøy, a Noruega.

### L'expedició a l'àrtic canadenc (1899-1902)
El 1898, també a bord del Fram, Sverdrup va intentar circumnavegar Groenlàndia a través de la badia de Baffin, però no va tenir èxit en intentar creuar les aigües gelades de l'estret de Nares. Es va veure obligat a passar l'hivern a l'illa canadenca d'Ellesmere. Junt a la seva tripulació explorà i donà nom a molts fiords i penínsules de la costa occidental de l'illa.
Entre 1899 i 1902 va tornar a hivernar tres vegades més a l'illa Ellesmere, continuant la seva exploració i cartografia, alhora que descobria una sèrie d'illes localitzades més a l'oest. D'entre aquestes, les principals són: Axel Heiberg, Amund Ringnes i Ellef Ringnes, anomenades illes Sverdrup. Adoptant mètodes de supervivència dels inuits, Sverdrup i la seva tripulació van aconseguir passar quatre anys en molt dures condicions, cartografiant un total de 260.000 km², més que qualsevol altra expedició polar. Després de la seva tornada a Noruega, va ser considerat un heroi nacional.
Sverdrup va reclamar les tres illes que havia descobert per a Noruega, cosa que va iniciar una disputa de sobirania amb el Canadà, i que no acabaria fins que el 1930 Noruega renunciés a les seves pretensions.
Sverdrup va publicar un llibre, en dos volums, sobre el seu viatge el 1903 amb el títol,NYT Land: Fire Aar i Arktiske Egne. Va ser traduït i publicat a anglès l'any següent, com a New Land: Four Years in the Arctic Regions i en espanyol el 1921, com Cuatro años en los hielos del polo (Ed. Espasa Calpe).

### Últimes expedicions
Una de les menys conegudes expedicions de Sverdrup va ser la de recerca i rescat a bord de l'Eklips al mar de Kara el 1914-1915. El seu objectiu era la recerca de dues expedicions àrtiques desaparegudes, la del capità Georgy Brusilov, a bord del Svyataya Anna i la de Vladimir Rusanov, a bord del Gerkules.
La quarta i última expedició de Sverdrup a les aigües àrtiques de Sibèria va ser el 1921, quan, des del pont del trencaglaç soviètic Lenin, al comandament d'un comboi de cinc vaixells de càrrega, van fer un viatge experimental a través del mar de Kara a la desembocadura dels rius Obi i Ienissei. Els vaixells van aconseguir el seu destí i tornar de manera segura i aquest viatge es va considerar un pas important en el desenvolupament del Pas del Nord-est en el sector del mar de Kara.
Els últims anys de la seva vida va viure a Sandvika, un municipi als afores d'Oslo.